# Calamus curag
Calamus curag là loài thực vật có hoa thuộc họ Arecaceae. Loài này được Blanco ex Becc. mô tả khoa học đầu tiên năm 1902.